# Copa da Escócia de 1977–78
A Copa da Escócia de 1977-78 foi a 93º edição do torneio mais antigo do futebol da Escócia. O campeão foi o Rangers F.C., que conquistou seu 22º título na história da competição ao vencer a final contra o Aberdeen F.C., pelo placar de 2 a 1.

## Premiação
| Copa da Escócia de 1977-78        |
| Escócia                           |
| --------------------------------- |
| Rangers F.C. Campeão (22º título) |